# Воля-Осовінська
Воля-Осовінська (пол. Wola Osowińska) — село в Польщі, у гміні Борки Радинського повіту Люблінського воєводства.
Населення — 945 осіб (2011).

## Демографія
Демографічна структура станом на 31 березня 2011 року:
|          | Загалом | Допрацездатний вік | Працездатний вік | Постпрацездатний вік |
| -------- | ------- | ------------------ | ---------------- | -------------------- |
| Чоловіки | 464     | 123                | 292              | 49                   |
| Жінки    | 481     | 111                | 262              | 108                  |
| Разом    | 945     | 234                | 554              | 157                  |